# Qui Déu destrueixi...
"Qui Déu destrueixi..." (títol original en anglès "Whom Gods Destroy") és el catorzè episodi de la tercera temporada de la sèrie de televisió de ciència-ficció estatunidenca Star Trek. Escrit per Lee Erwin (basat en una història de Lee Erwin i Jerry Sohl) i dirigit per Herb Wallerstein, es va emetre per primera vegada el 3 de gener de 1969.
A l'episodi, el capità Kirk s'enfronta a un capità de flota de nau estel·lar que canvia de forma, decidit a controlar l'univers.
El títol es basa en una frase pronunciada per Prometeu al poema de Henry Wadsworth Longfellow, The Masque of Pandora (1875): "A qui els déus destruirien, primer en tornen boig".
Aquest episodi no va ser emès per la BBC al Regne Unit a causa d'"elements argumentals sàdics" i el ball atrevit que interpretava el personatge, Marta, considerat inadequat per als nens. L'episodi no es va emetre fins al 1994.

## Argument
La nau estel·lar de la Federació Enterprise arriba al planeta Elba II, llar d'una instal·lació de la Federació per als criminals bojos, portant un enviament de medicaments nous que es creu que curaran tota bogeria violenta. El capità Kirk i el primer oficial Spock baixen amb l'enviament per trobar-se amb el director de les instal·lacions, Donald Cory. En lloc d'això, descobreixen que els presos s'han fet càrrec de la instal·lació i han tancat Cory a una cel·la. Els reclusos estan liderats per Garth d'Izar, un antic capità de la flota de naus estel·lars, mentalment inestable com a resultat d'una ferida. Va adquirir l'habilitat de canviar de forma utilitzant un mètode que se li va ensenyar per curar les seves pròpies ferides, i va ser alliberat de la seva cel·la quan va assumir la forma de Cory.
Kirk i Spock són empresonats, i Garth, en la forma de Kirk, ordena a l'enginyer en cap Scott que l'enviï a bord, amb la intenció d'utilitzar l' Enterprise per conquerir la galàxia. No obstant això, Scott es nega quan Garth no dóna la resposta correcta a la contrasenya. Scott i la tripulació de l' Enterprise reconeixen que alguna cosa no va bé, però un camp de força al voltant de la instal·lació els impedeix prendre cap acció.
Després d'un banquet amb Kirk i Spock, Garth pregunta sobre la contrasenya. Kirk es nega a revelar-la, i Garth recorre a torturar tant el doctor Cory com en Kirk. Una de les recluses, una dona d’Orió anomenada Marta, intenta seduir i després matar Kirk, però Spock arriba i la sotmet. Ambdós entren en contacte amb la nau. Kirk, sentint alguna cosa malament, li encarrega a Spock que proporcioni la frase de contrasenya, cosa que no pot fer, obligant a Garth a revelar que havia pres la forma de Spock.
Una vegada més captiu, Kirk és testimoni de la "coronació" de Garth com a "Mestre de l'Univers". Garth demostra el seu poder matant la Marta amb un explosiu plantat al seu cos. Encara incapaç d'aconseguir la cooperació de Kirk, Garth envia a buscar a Spock, que domina els seus escortes. En entrar a una sala de control, Spock s'enfronta a dos Kirks, cadascun dels quals acusa l'altre de ser Garth. Comença una lluita, durant la qual un Kirk ordena a Spock que els atordi a tots dos; Spock sorprèn l'altre, que es revela que és Garth d'Izar. Un cop més al control de la instal·lació, el doctor Cory administra les noves drogues a Garth i als altres presos. Un cop guarit de la seva malaltia mental, Garth ja no recorda res del que ha passat des de la seva ferida.

## Doblatge al català
L’episodi va ser doblat al català pels estudis Tecni-3 (primera part) i Diálogo (segona part) i emés a TV3 l’any 1989.
| Personatge                | Actor/actriu     | Veu en català                      |
| ------------------------- | ---------------- | ---------------------------------- |
| James T. Kirk             | William Shatner  | Jordi Boixaderas                   |
| Spock                     | Leonard Nimoy    | Isidre Sola i Llop                 |
| Leonard McCoy             | DeForest Kelley  | Eduard Lluís Muntada               |
| Montgomery Scott 'Scotty' | James Doohan     | Joan Carles Gustems Domènec Farell |
| Nyota Uhura               | Nichelle Nichols | Glòria Roig Azucena Díaz           |
| Hikaru Sulu               | George Takei     | Jaume Nadal Enric Cusí             |
| Martha                    | Yvonne Craig     | Maria Lluïsa Magaña                |
| Garth                     | Steve Inhat      | Miquel Cors                        |
| Gov. Donald Cory          | Key Luke         | Pep Sais                           |

## Recepció
El 2017, Den of Geek va classificar aquest episodi com l'11è pitjor episodi de Star Trek de la sèrie original, citant la seva trama estàndard de Star Trek i la sobreactuació de Steve Ihnat. En un rànquing del lloc Hollywood.com, Christian Blauvelt situa aquest episodi en la posició 60a dels 79 episodis de la sèrie original. Zack Handlen de The A.V. Club li va donar un C+, dient que l'episodi té una obertura convincent, però que no arriba completament a la seva premissa. Va remarcar que, tot i que Garth i Marta eren dolents bons i impredictibles, la tensió entre Kirk i Garth era feble, i hi havia poc en joc una vegada que Garth va ser frustrat per la contrasenya.

## Censura
Al Regne Unit, aquest episodi va ser exclòs de l'emissió original de la tercera temporada, ja que els censors es van oposar tant a la tortura de Kirk com a un ball realitzat per Marta a l'escena del banquet. El ball en particular es va considerar inadequat per als nens. A la televisió alemanya, presumiblement per motius similars, l'episodi no es va mostrar a l'estrena original de la sèrie el 1972/73, però es va emetre per primera vegada el 9 de maig de 1988..

## Llançaments
Aquest episodi es va publicar al Japó el 21 de desembre de 1993 com a part del conjunt complet de LaserDisc de la temporada 3, Star Trek: Original Series log.3. També es va incloure un tràiler d'aquest i dels altres episodis, i l'episodi tenia pistes d'àudio en anglès i japonès. El títol de la portada era スター・トレック TVサードシーズン.
Aquest episodi es va incloure a la caixa de DVD remasteritzada de la temporada 3 de TOS, amb la versió remasteritzada d'aquest episodi..